# Уфімська ТЕЦ-4
Уфімська ТЕЦ-4 — теплова електростанція у Башкортостані.
З 1956 по 1969 роки на майданчику станції ввели в дію не менше ніж одинадцять парових котлів:
- п'ять запущених в 1956 (два), 1957 (два) та 1958 роках котлів Подільського котельного заводу типу Е-230-100ГМ продуктивністю по 230 тонн пари на годину (станційні номери 1 — 5);
- два введені у 1968 та 1967 роках котли Подільського котельного заводу типу Е-220-100ГМ продуктивністю по 220 тонн пари на годину (номери 7 та 6);
- три запущені в 1963, 1964 та 1965 роках котли від Таганрозького котельного заводу типу ТГМ-84 продуктивністю по 420 тонн пари на годину (номери 11 — 13);
- один введений в 1696-му котел виробництва Барнаульського котельного заводу типу Е-240/140Ф ГМ продуктивністю 210 тонн пари на годину (номер 8).

Від них живились не менше ніж дев'ять парових турбін:
- в 1956 та 1957 роках стали до ладу дві турбіни від Харківського турбогенераторного заводу типу ПТ-30-90/13 потужністю по 30 МВт (станційні номери 1 та 2);
- в 1956-му запустили турбіну Харківського турбогенераторного заводу типу Р-20-90/18 потужністю 20 МВт (номер 3);
- з 1958-го працювала поставлена Ленінградським металічним заводом турбіна типу ПТ-60-90/13 потужністю 60 МВт (номер 5);
- три запущені в 1959, 1960 та 1962 роках турбіни виробництва Ленінградського металічного заводу типу ПТ-60-130/13 потужністю по 60 МВт (номери 6 — 8);
- дві введені у 1965 та 1966 роках турбіни Ленінградського металічного заводу типу Р-50-130/13 потужністю по 50 МВт (номери 9 та 10).

Таким чином загальна потужність станції могла досягати 420 МВт.
В 1980, 1985 та 1987 роках котельне господарство ТЕЦ підсилили трьома паровими котлами виробництва Таганрозького котельного заводу типу ТГМ-84Б продуктивністю по 420 тонн пари на годину (котли 14 — 16).
Для збільшення теплової потужності ТЕЦ в 1978 та 1980 роках доповнили двома водогрійними котлами Білгородського котельного заводу типу  ПТВМ-100 продуктивністю по 100 Гкал/год.
В якийсь момент турбіни № 9 та № 10 були переноміновані як Р-45-130/13 зі зменшенням потужності до 45 МВт.
У 2004-му поставили на консервацію перші сім парових котлів та турбіни зі станційними номерами від 1 до 5, а у 2010—2011 роках вивели з експлуатації значну частину цього обладнання — турбіни № 3 та № 5, котли № 2, № 5, № 6 та № 7, а також обидва водогрійні котли. Крім того, у 2009-му турбіну № 10 замінили на турбіну такої саме потужності, але типу К-45-1,6, що живиться відпрацьованою іншими агрегатами парою. Таким чином, загальна потужність станції зменшилась до 330 МВт при тепловій потужності у 892 Гкал/год.
Турбіни № 1 та № 2, а також котли № 1, № 3, № 4 та № 15 вивели з експлуатації не пізніше середини 2010-х років
Первісно станція використовувала вугілля, а потім була переведена на природний газ, який міг надходити до міста по газопроводах Ішимбай – Уфа та Туймази — Уфа.
Видалення продуктів згоряння відбувається за допомогою трьох димарів, дві з яких мають висоту по 120 метрів, а одна заввишки 180 метрів.
Для охолодження використовують воду з річки Біла.
Видача продукції відбувається під напругою 110 кВ.